# Modern Youth
Modern Youth è un film muto del 1926 diretto da Jack Nelson.

## Produzione
Il film fu prodotto dalla Sam Efrus Productions.

## Distribuzione
Distribuito dalla Sun Pictures, il film uscì nelle sale cinematografiche USA il 10 aprile 1926.